# Le Dernier Felquiste
Le Dernier Felquiste est une série documentaire criminelle et historique sur l'assassinat du militant québécois François Mario Bachand, ainsi que sur l'histoire des différents réseaux du Front de libération du Québec. Les six épisodes de 43 minutes sont réalisés par Flavie Payette-Renouf, Éric Piccoli et Félix Rose et coproduits par Babel Films et Productions Déferlantes. Le Dernier Felquiste est lancé le 5 octobre 2020 sur Club illico, plateforme de Vidéotron. La sortie coïncide avec le cinquantième anniversaire de la crise d'Octobre.

## À propos de la série

### Synopsis
Les journalistes Antoine Robitaille et Dave Noël enquêtent sur le meurtre non résolu du felquiste François Mario Bachand survenu à Paris en 1971. Deux thèses s'affrontent : règlement de comptes à l'interne du Front de libération du Québec ou assassinat politique commis par la Gendarmerie royale du Canada ? Dans le but de trouver le coupable dans cette affaire, les journalistes revisiteront l'histoire du FLQ de sa naissance en 1963 jusqu'à sa dissolution en 1972,.

### Genèse
En 2010, Antoine Robitaille et Dave Noël, journalistes au Devoir, complètent une série d'articles sur les théories du complot liées à la crise d'Octobre et au meurtre de François Mario Bachand,,. Fascinés par cette histoire, les journalistes s'associent à Flavie Payette-Renouf (réalisatrice de Lise Payette: Un peu plus haut, un peu plus loin et 75e : elles se souviennent) afin de poursuivre l'enquête à la télévision. 

« C’est plus qu’un meurtre non résolu. C’est un meurtre politique, c’est vraiment ce qui le distingue. Un felquiste assassiné en exil, en banlieue de Paris, il n’y a pas d’autres exemples de cas aussi étonnant qui implique potentiellement plusieurs pays et plusieurs services de police aussi. »

— Antoine Robitaille et Dave Noël, TVA Nouvelles
.
Durant la même période, les cinéastes Félix Rose (fils du felquiste Paul Rose) et Eric Piccoli collaborent sur un documentaire, Les Rose, qui raconte l'histoire de la famille Rose qui fut impliquée dans la crise d'Octobre. Parallèlement, le duo développe une série documentaire sur l'histoire du Front de libération du Québec. Entre 2013 et 2017, ils feront de nombreuses captations d'entrevues avec des anciens militants du FLQ qui seront reprises dans Le Dernier Felquiste. En 2017, les deux équipes se rencontrent et décident de fusionner les projets afin de proposer une intrigue autour du meurtre de Bachand, ce qui permet du même coup de raconter l'histoire des différents réseaux du FLQ de 1963 à 1971.

### Tournage
Le tournage de l'enquête se déroule entre 2019 et 2020 à Montréal, Québec, Shawinigan, Limoges, Nantes et Paris. Les membres de l'équipe se rendent à l'appartement de Saint-Ouen, en région parisienne, où Bachand a été assassiné. Ils doivent revenir d’urgence au Québec le 14 mars 2020 au tout début de la pandémie de Covid-19. Heureusement, ils ont eu le temps de compléter la captation des entrevues. Antoine Robitaille est le seul membre de l'équipe à avoir contracté le virus en France.

### Les dessins et les reconstitutions
Le tournage pour les reconstitutions fictives est annulé à cause de la pandémie de Covid-19 et est remplacé par des reconstitutions avec des dessins, ce qui s’avère bénéfique au projet. L'équipe de dessinateur est menée par Éric Piccoli qui possède une formation en animation au Cégep du Vieux Montréal. Les dessins sont en noir et blanc et s'apparentent à des croquis d'audience avec plusieurs notes écrites à la main et des éléments soulignés et encerclés. La qualité des dessins est grandement soulignée dans les médias qui les comparent à des illustrations de bandes dessinées dramatiques,,.

« La série est très agréable à regarder parce que, l'autre complice, un dénommé Eric Piccoli, a fait beaucoup d'illustrations. Honnêtement, on dirait qu'on regarde une bande dessinée! [...] C'est très très beau »

— Pierre Nantel, Qub Radio

## Les personnages

### François Mario Bachand(1944-1971)
François Mario Bachand est une figure emblématique et intellectuelle du FLQ par ses prises de parole dans les médias et ses nombreux textes promouvant le socialisme. Il est recruté par Raymond Villeneuve en 1963 qui deviendra un rival. Bachand serait le cerveau derrière l’Opération Westmount qui consistait à faire sauter des boîtes aux lettres. Arrêté aux États-Unis après une longue chasse à l'homme, il est incarcéré au Québec. Les dures conditions de détention ébranlent son caractère et le rendent plus anxieux. À sa sortie de prison trois ans plus tard, il devient un brillant organisateur et est à l'origine de grands rassemblements populaires dont McGill français. Harcelé par la police, il choisit l'exil et prend la route de Cuba et de l'Europe, espérant suivre un entraînement révolutionnaire. Bachand était étroitement surveillé par la Gendarmerie royale du Canada (GRC) qui le soupçonnait de fomenter des attentats. Il devient alors paranoïaque et craint même pour sa vie… On le retrouve tué par balles dans son appartement de Paris le 24 mars 1971. Le meurtrier n'a jamais été identifié,,. Un recueil de ses textes intitulé 3 textes de François Mario Bachand est publié peu de temps après sa mort et donne accès à sa pensée politique et à son état d'esprit. Plusieurs extraits des textes sont repris dans Le Dernier Felquiste avec des reconstitutions en dessins. La voix de Bachand est interprétée par l'acteur Marc-André Grondin. Bachand a également accordé une entrevue radiophonique de fond à la journaliste Judith Jasmin en 1966 qui est ponctuée dans les six épisodes de la série. Il revient sur son enfance et les raisons qui l'ont amené à rejoindre le FLQ.

### L'équipe d'enquête
Les bureaux de l'équipe sont situés à l'ancienne usine Cadbury à Montréal. On y trouve un tableau des suspects et une ligne du temps avec les évènements clefs de l'histoire de Bachand et celle du FLQ.
- Antoine Robitaille (1968- ),  ancien chef du bureau d'enquête du Journal de Montréal à Québec et ancien éditorialiste du journal Le Devoir, Robitaille a écrit sur l'Affaire Bachand en 2010. Depuis, il a développé un intérêt croissant, avec son collègue et ami Dave Noël, pour l’histoire du meurtre de Mario Bachand. Il est chroniqueur au Journal de Québec et au Journal de Montréal[7] ainsi qu'animateur de l'émission Là-haut sur la colline à Qub Radio.
- Dave Noël (1981-), journaliste sur la Colline parlementaire de Québec pour le journal Le Devoir, Noël a monté un dossier de recherche exhaustif pour la série d'articles écrits par Antoine Robitaille sur l'Affaire Bachand en 2010. Titulaire d'une maîtrise en histoire de l'Université de Montréal, il est l'auteur de Montcalm, général américain et Les Lieux de pouvoir au Québec (co-écrit avec Marco Bélair-Cirino)[7]
- Félix Rose (1987-), réalisateur des documentaires Avec la gauche et Yes (co-réalisé avec Eric Piccoli), il est le fils du felquiste Paul Rose. Outre son rôle à la réalisation, Félix Rose agit comme facilitateur auprès des journalistes puisqu'il a développé plusieurs contacts avec d'anciens membres du FLQ qui ont longtemps refusé de s'exprimer publiquement sur les événements. Il a monté une impressionnante banque d'archives dans le cadre de son documentaire Les Rose[7] qui est également utilisée pour Le Dernier Felquiste.
- Flavie Payette Renouf (1988=), réalisatrice d'un documentaire sur sa grand-mère maternelle, Lise Payette un peu plus haut, un peu plus loin, et d'un documentaire sur le droit de vote des femmes accordé au Québec en 1940, 75e: elles se souviennent.  Durant la préparation de la série, Payette-Renouf a créé un lien de confiance avec plusieurs policiers, personnalités politiques et témoins clefs de l'Affaire Bachand permettant l'évolution de l'enquête.

### Les témoins clefs
- Michèle Bachand (1943-), syndicaliste à la retraite, Michèle était très proche de son frère cadet François Mario Bachand. Lors de son premier voyage à Paris en 1971, elle le rencontre la veille de sa mort. Michèle avait décidé de lui rendre visite pour essayer de le convaincre de revenir au Québec. Il lui avoue se sentir espionné et de craindre pour sa vie. Dans les cafés ou sur la rue, il lui montre les hommes qu'il soupçonne de le suivre. Michèle quitte Paris pour accompagner François Dorlot, un ami de son frère, quelques jours à la campagne française. Pendant ce temps, un couple de Québécois visite François Mario Bachand. Quelques heures plus tard, le colocataire de Bachand le retrouve mort[1].
- Pierre Barral, professeur de lettres, était le colocataire français de Bachand dans le quartier Saint-Ouen à Paris. C'est lui qui trouve le corps de Bachand abattu de deux balles. Barral  et Françoise Laville Barral, la conjointe de Barral à l'époque, avaient rencontré les principaux suspects, un couple de Québécois, quelques heures plus tôt. Laville avait remarqué que la femme du couple avait des traits masculins, dont de grosses mains, ce qui appuie la thèse selon laquelle il s'agirait de Michel Lambert déguisé en femme[1].

### Les suspects
- Raymond Villeneuve (1943-), cofondateur et principal chef du premier réseau du FLQ. C’est lui qui recrute Bachand quand ce dernier gravitait dans les milieux de gauche. Même s'ils se suivent pendant une décennie, ils seront comme l'eau et le feu, ayant tous les deux des têtes fortes. En 1963, Villeneuve est condamné à 12 ans de prison pour homicide involontaire (pour avoir fabriqué la bombe responsable de la mort accidentelle du gardien de nuit Wilfred O'Neil). Après sa sortie de prison en 1967, Raymond Villeneuve milite au Rassemblement pour l'indépendance nationale (RIN) avant de partir en exil à Cuba où il sera par la suite rejoint par les felquistes François Mario Bachand, Pierre Charette et Alain Allard. En avril 1970, Villeneuve et ses camarades quittent Cuba en direction de l'Europe avant de se séparer[1]. En partant pour Paris, Raymond Villeneuve caressait le projet d'une délégation du FLQ à Alger. Il participera à sa mise sur pied en décembre 1970 en compagnie de Normand Roy et Michel Lambert, deux anciens militants du réseau de Pierre-Paul Geoffroy qui ont fréquenté des camps d'entraînement palestiniens en Jordanie[réf. souhaitée]. Villeneuve a toujours renié son implication dans la mort de Bachand même si plusieurs indices semblent indiquer le contraire. Comme il était en Algérie au moment des faits, certains pensent qu’il aurait commandé le meurtre de Bachand trouvant qu'il était devenu une nuisance pour le FLQ[12],[13],[1].
- Robert Hudon (1945-), membre de l'Armée de libération du Québec qui a repris le relais du premier réseau du FLQ. Lors de son cautionnement en 1963, Bachand vole une somme importante d'argent à Hudon et prend la fuite à Saint-Pierre-et-Miquelon. Hudon tente de l'attraper sans succès. Hudon se fait arrêter peu de temps après à cause de nombreux vols de banque. À sa sortie de prison, il confronte Bachand pendant la préparation de McGill français et le menace de mort. Bachand prend la fuite quelques jours après pour Cuba. Il est l'un des rares suspects à avoir été interrogé par la police québécoise en rapport à l'Affaire Bachand. Il était en prison au moment des faits[1].
- Normand Roy (1949) et Michel Lambert (1949):  Le duo Roy et Lambert a posé de nombreuses bombes pour le réseau du felquiste Pierre-Paul Geoffroy. À l'arrestation de Geoffroy à la suite de l'attentat de la bourse, Roy et Lambert prennent la fuite. Ils se retrouvent dans un camp palestinien en Jordanie et donnent une entrevue à Pierre Nadeau sous les surnoms Selim et Salem. Ils révèlent à Nadeau qu'ils envisagent de faire des assassinats sélectifs de politiciens au Québec. Certains croient, dont l'auteur Michael McLoughlin, qu'ils s'agiraient d'agents doubles. Selon une autre hypothèse, c'est Villeneuve qui leur aurait demandé d'éliminer Bachand. Roy et Lambert ont été considérés comme suspects, mais n'ont jamais été accusés. La police française aurait même avoué à Michèle Bachand qu'il s'agissait d'eux. Ils reçoivent des courtes sentences à leur retour au Québec et n'ont jamais voulu parler publiquement de cette histoire[12],[13],[1].
- Denyse Leduc (1948- 2016), conjointe de Normand Roy. Plusieurs hypothèses laissent croire qu’il s'agirait de la femme du couple soupçonné d'avoir tué Bachand. N'étant pas du FLQ, elle gravitait néanmoins autour. Refusant de s'exprimer à la caméra lors d'un reportage d'Enjeux en 1997 sur le sujet, elle révèle qu'elle est tenue par le secret[12],[13],[1].
- Pierre Charette (1943-) et Alain Allard (1945-2017),  anciens membres du réseau de Pierre-Paul Geoffroy. À l'arrestation de Geoffroy après l'attentat de la Bourse, Charette et Allard se réfugient chez des Black Panthers aux États-Unis avant de détourner un avion pour Cuba. Ils y font la connaissance de Bachand et Villeneuve. Ayant de gros différends idéologiques, c'est loin d’être l'amour fou entre Charette et Bachand et les engueulades sont assez fréquentes. Charette trouve que Bachand a un comportement indigne d'un révolutionnaire, aimant trop l'alcool et fréquentant plusieurs femmes. Charette et Allard seront coincés sur l'île de Cuba pendant une dizaine d'années… Quelques mois après l'arrivée de la cellule Libération en décembre 1970, Charette révèle à Jacques Lanctôt qu'il est le père spirituel de la mort de Mario Bachand. Dans une correspondance avec Raymond Villeneuve, il parle même « d'épuration nécessaire ». Charette et Allard seront condamnés à de courtes peines à leur retour au Québec[12],[13],[1].

- François Dorlot (1942-2018), personnage énigmatique, il est un ami proche de Bachand durant sa période parisienne. En 1964, il est soupçonné d'avoir participé à un attentat raté du FLQ qui visait la statue de la Liberté à New York. Conjoint de la future ministre péquiste Louise Beaudoin, plusieurs soupçonnent François Dorlot d’être un espion pour les services secrets français. Michèle Bachand a trouvé son comportement étrange lors de son séjour en France en mars 1971. La veille de la mort de son frère, il insista pour qu'elle quitte la ville de Paris même si elle venait tout juste d'arriver[12],[13],[1].
- Les autorités policières et politiques Plusieurs corps policiers dont la GRC et la CIA sont soupçonnés d'avoir assassiné Bachand pour mettre fin au FLQ. La thèse de l'essayiste Michael McLoughlin, est que Bachand a été victime d'un assassinat politique commandé par le premier ministre du Canada Pierre Elliott Trudeau, le solliciteur général Jean-Pierre Goyer et John Starnes, chef des services secrets canadiens. Selon McLoughlin, le felquiste Normand Roy et un autre complice auraient été embauchés par la GRC pour faire le travail. Le but était de contre-attaquer après la crise d'Octobre. Le felquiste Raymond Villeneuve croit plutôt qu’il s'agit de la CIA par mesure préventive parce que Bachand menaçait les États-Unis dans ses communiqués[12],[13],[1].

### Liste des intervenants
Intervenants du Front de Libération du Québec 
Plusieurs militants du FLQ dont Edmond Guenette, François Lanctôt, Yves Langlois et Marc Carbonneau témoignent pour la première fois depuis cinquante ans.
- Raymond Villeneuve, Premier réseau - FLQ 1963 et délégation extérieure du FLQ à Alger - FLQ 1970-1971
- Pierre Schneider, Premier réseau - FLQ 1963
- Jean-Denis Lamoureux, premier réseau - FLQ 1963
- Robert Hudon, Armée de libération du Québec - FLQ 1963-1964
- Edmond Guénette, Armée révolutionnaire du Québec - FLQ 1964
- Cyriaque Delisle, Armée révolutionnaire du Québec - FLQ 1964
- Jacques Poitras, Réseau Duclos - FLQ 1965
- Rhéal Mathieu, groupe Vallières-Gagnon, FLQ 1966
- Serge Demers, groupe Vallières-Gagnon, FLQ 1966
- André Lavoie , groupe Vallières-Gagnon, FLQ
- Pierre-Paul Geoffroy, réseau Geoffroy - FLQ 1968-1969
- Pierre Charette, réseau Geoffroy - FLQ 1968-1969
- Pierre Taddeo, réseau Geoffroy, cellule de Normand Roy - FLQ 1968-1969
- Normand Roy, réseau Geoffroy 68-69 et Délégation extérieure du FLQ à Alger, FLQ 1970-1971
- François Lanctôt, réseau Lanctôt-Rose - FLQ 1969-1970
- Jacques Lanctôt, cellule Libération - octobre 1970
- Yves Langlois, cellule Libération - octobre 1970
- Marc Carbonneau, cellule Libération - octobre 1970
- Robert Comeau, cellule d'information Viger - FLQ 1970-1971
- Jogues Sauriol, opération Mascouche - FLQ 1971
- Louis Fournier, Historien et spécialiste du FLQ

Des entrevues de François Schirm, Pierre Vallières, Charles Gagnon, Paul Rose et Francis Simard sont reprises en archives. Les felquistes Gabriel Hudon, Georges Schoeters, Michelle Duclos, Jean Corbo, Alain Allard, Michel Lambert et  Pierre-Louis Bourret font des apparitions dans des archives et des dessins de reconstitutions.
Intervenants des forces policières et politiques 
- Marc Lalonde, chef de cabinet de Pierre Elliott Trudeau
- Claude Morin, ancien ministre du Parti québécois et source de renseignement de la GRC
- Robert Côté, police de Montréal
- Julien Giguère, lieutenant-détective de la Section antiterroriste
- Émile Bisaillon, sergent-détective spécialiste de la filature
- Gilles Néron, directeur du Centre d'analyse et de documentation
- Thomas Mulcair, député du Parti libéral du Québec (1994-2007)

Une entrevue avec l'indicatrice Carole Devault est reprise en archives. L'indicateur François Séguin apparait sur des photographes et des dessins. L'ancienne ministre Louise Beaudoin refuse une entrevue au sujet du rôle de son ancien conjoint François Dorlot (1942-2018) dans l'Affaire Bachand.
Intervenants liés à l'Affaire Bachand 
- Michèle Bachand, sœur de Bachand
- Pierre Barral, colocataire de Bachand
- Françoise Laville, conjointe de Pierre Barral
- Jean-François Brossin, ami de Bachand à Paris et arrêté pendant la crise d'Octobre
- Claude Saint-Onge, ancien de l'Association générale des étudiants québécois en France
- Anne Legaré, proche de l'Association générale des étudiants québécois en France
- Roger Cardinal, réalisateur du documentaire EL ASSIFA
- Jerôme Dalsanto, caméraman du documentaire EL ASSIFA
- Ronald Labelle, photographe du documentaire EL ASSIFA
- Jean-Sébastien Houde, expert en balistique
- Normand Lester, journaliste d'enquête
- Pierre Cloutier, avocat associé de Robert Lemieux
- Michael McLoughlin, auteur du livre Last Stop, Paris: The Assassination of Mario Bachand and the Death of the FLQ

François Dorlot (1942-2018) et Denyse Leduc (1946-2016) qui sont des suspects dans l'Affaire Bachand sont décédés avant le tournage. Ils apparaissent dans des images d'archives et des dessins.

## Les épisodes

### Épisode 1: L'Affaire Bachand[1]
Les journalistes Antoine Robitaille et Dave Noël plongent dans l'enquête sur l'assassinat du felquiste François Mario Bachand, tué à Paris en mars 1971. Ils retournent sur la scène du crime afin de reconstituer les derniers moments de la vie de Bachand et vont à la rencontre des principaux témoins : Pierre Barral et François Laville. On leur refuse l'accès aux dossiers de la police française et ils tentent d'aller chercher un maximum de détails dans les témoignages et journaux de l'époque. Tout semble indiquer qu'il s'agit d’un règlement de comptes entre révolutionnaires. Pour comprendre le contexte, on retourne à l'arrivée de Bachand dans un groupe clandestin né en 1963 : le Front de libération du Québec. On revendique l'indépendance du Québec et les premières bombes du FLQ explosent dans des casernes militaires, considérées comme des symboles coloniaux. La mort accidentelle d'un gardien de nuit, Wilfred O'Neil fragilise le groupe et plusieurs remettent en question l'utilisation de la violence. Robitaille et Noël vont à la rencontre de Raymond Villeneuve, cofondateur du FLQ et recruteur de Bachand avec qui il entretiendra une relation conflictuelle. Considéré comme un suspect, tout semble indiquer qu'il était en Algérie au moment des faits. Les journalistes rejoignent un ami proche de Bachand, Jean-François Brossin, qui pense que Villeneuve est plutôt un bouc émissaire. Il affirme que c'est le gouvernement canadien qui a fait assassiner Bachand parce que ce dernier était une menace pour l'État.

### Épisode 2: Opération Westmount[1]
Michael McLaughlin, auteur d'un livre sur l’Affaire Bachand, affirme à Robitaille que le meurtre de Bachand est l'une des plus grandes conspirations de l'histoire du Canada. Noël va à la rencontre de Marc Lalonde, chef de cabinet de l'ancien premier ministre du Canada Pierre Elliott Trudeau, pour en savoir plus. Ce dernier affirme que l'implication du gouvernement du Canada dans la mort de Bachand est de la "foutaise". En 1963, le FLQ décide de faire sauter des bombes dans des boîtes aux lettres à Westmount et un démineur, Walter Leja, est gravement blessé. Grâce à un délateur, la police arrête le groupe qui est accusé du meurtre du gardien de nuit Wilfred O'Neil. Pendant son cautionnement, Bachand réussit à s'enfuir avec son camarade Pierre Schneider à Saint-Pierre-et-Miquelon. Robitaille et Noël vont à la rencontre de Robert Hudon qui a relancé le FLQ à la fin de l'année 1963 avec l'Armée de libération du Québec. Son groupe effectue de nombreux vols de banques et d'armes dans des casernes militaires, dont au régiment des Fusiliers Mont-Royal à Montréal. Avant de fuir à Saint-Pierre-et-Miquelon, Bachand vole une somme d'argent à Hudon qui part à sa trousse sans succès. De là-bas, Bachand et Schneider louent un avion et s'envolent vers les États-Unis dans l'espoir de rejoindre Cuba. Le FBI les arrête dès qu'ils touchent terre. Hudon se fait également arrêter peu de temps après et Bachand demande qu'il soit incarcéré dans une autre prison ayant peur pour sa vie. En 1964, le FLQ se poursuit avec l'Armée révolutionnaire du Québec, mené par l'ancien légionnaire François Schirm. Une tentative de vol d'une armurerie se soldera par la mort du gérant, Leslie MacWilliams, et d'un employé tiré par la police par erreur, Alfred Pinisch. En plus des actions au Québec, on vient d'arrêter des militants appartenant au réseau de Michelle Duclos qui tentait de faire sauter la statue de la Liberté avec l'aide des Black Panthers. Cette internationalisation du groupe inquiète. Après plusieurs tentatives, Michèle Bachand, sœur de Mario, accepte finalement d'accorder une entrevue à Félix Rose, fils de son ami Paul Rose. On revient sur son voyage à Paris en 1971. Quelques jours avant sa mort, son frère est paranoïaque et soupçonne même François Dorlot, un ami qui l'a aidé à se loger à Paris, de vouloir l'assassiner,.

### Épisode 3: Assassinat à Paris[1]
En mars 1971, sous l'insistance de François Dorlot, Michèle Bachand quitte Paris afin d'aller à la campagne française avec ce dernier. Elle est surprise d'entendre Dorlot donner l'adresse de son frère, qui est secrète, au téléphone,,. Après la mort de Bachand, Dorlot affirme à Michèle et à la police française qu'il s'agissait en fait d'Anne Legaré, une étudiante québécoise en France, au bout du fil. L'ancienne ministre Louise Beaudoin, conjointe de Dorlot mort en 2018, refuse d'accorder une entrevue à Robitaille. Pour en savoir plus sur la possible implication de Dorlot, les journalistes vont à la rencontre d'Anne Legaré et du felquiste Robert Comeau avec qui il a échangé sur cette histoire quelques jours avant sa mort. Legaré croit qu'il s'agirait de la GRC ou des services secrets français. La police française a fermé le dossier et lui a révélé que ça venait de très haut et qu'il ne pouvait rien faire. Pour ce qui est de l'implication de Dorlot, tout semble indiquer qu'il s'agirait d'un malentendu. Entre 1964 et 1966, lors du séjour de Bachand en prison, on tente de le briser physiquement et mentalement. Bachand qui se fera quelques ennemis en prison restera profondément marqué par ces années de détention. Alors que les autorités croient avoir eu le dessus sur le FLQ, un nouveau groupe reprend le flambeau en janvier 1966 en y apportant une dimension socialiste. Le réseau des intellectuels Pierre Vallières et Charles Gagnon n'hésite pas à mettre des bombes dans des usines pour dénoncer les conflits de travail, causant la mort accidentelle de la secrétaire Thérèse Morin et du jeune felquiste Jean Corbo. Vallières et Gagnon sont arrêtés lors d'une manifestation devant l'édifice de l'ONU à New York avec l'espoir que la communauté internationale s'intéresse de plus près à la situation du Québec. Bachand sort de prison à l'automne 1966, il a la ferme intention de ne plus jamais y retourner. Il se lie d'amitié avec Jacques Lanctôt et décide de s'impliquer dans les mouvements populaires. Lors de l'Expo 67, les services secrets dressent une liste de 20 terroristes potentiels à surveiller. Bachand est le #1. Jacques Lanctôt fait une révélation-choc aux journalistes: lors de son exil à Cuba après la crise d'Octobre en 1970, le felquiste Pierre Charette lui a confié être le père spirituel de la mort de Bachand.

### Épisode 4: Exil à Cuba[1]
Les journalistes vont à la rencontre de Pierre Charette, suspect dans l'Affaire Bachand. Ce dernier était membre du réseau de Pierre-Paul Geoffroy, responsable d'une trentaine d'attentats à la bombe. En février 1969, le groupe décide de frapper fort : attaquer l'édifice de la Bourse de Montréal. La violence de l'explosion fait une vingtaine de blessés et cause des milliers de dollars de dommage. Le leader du groupe, Geoffroy, est arrêté, mais ses complices, Pierre Charette et Alain Allard échappent à la police. Robitaille et Noël tentent d'en apprendre plus sur ce réseau du FLQ et vont à la rencontre de Pierre-Paul Geoffroy. Durant cette période, Bachand respecte ses conditions de remise en liberté, mais participe à des manifestations ouvrières. Plus que jamais, Bachand est surveillé, car la police craint d'autres attentats. Il est piégé par des agents en civil alors qu'il prépare une manifestation, McGill français, qui dénonce l'Université McGill, une institution anglo-saxonne,. Bachand, épuisé moralement et découragé d'être traqué sans cesse, choisit l'exil. Il rejoint Raymond Villeneuve, installé à Cuba dans l'espoir d'y acquérir un entrainement révolutionnaire. Recherchés pour l'attentat à la Bourse de Montréal, Charette et Allard se réfugient à New York. De là, à l'aide d'un revolver donné par les Black Panthers, ils détournent un Boeing 727 vers Cuba. Ils y rencontrent Bachand et Villeneuve. Rapidement, des tensions se font sentir dans le groupe. Désillusionnés à Cuba, les felquistes décident de fuir et s'embarquent sur un bateau. Arrivés en Italie, il n'y a que Villeneuve et Bachand qui réussissent à passer la frontière pour aller à Paris. Frustrés, Charette et Allard sont forcés de retourner à Cuba. À la même époque, Radio-Canada présente un reportage surréaliste sur Salim et Salem, deux felquistes aux visages voilés qui s'entrainent à la guérilla en Jordanie. Il s'agit de Normand Roy et Michel Lambert, deux suspects importants dans le meurtre de Bachand qui formeront quelques mois plus tard la délégation extérieure du FLQ à Alger avec Raymond Villeneuve. Dans les archives de Charette, on retrouve une correspondance qui semble incriminer les felquistes de la délégation d'Alger. La lettre mentionne une « épuration nécessaire » peu temps avant l'assassinat de Bachand.

### Épisode 5: Octobre 70[1]
Les journalistes tentent d'en apprendre plus sur les felquistes Normand Roy et Michel Lambert. On interroge l'équipe de tournage qui a croisé les deux felquistes dans un camp d'entrainement palestinien en 1970. Françoise Laville émet l'hypothèse que la femme du couple de Québécois suspecté d'avoir assassiné Bachand était possiblement un homme déguisé. Elle avait remarqué des traits masculins. Roy refuse de répondre à l'appel de Robitaille et Lambert est introuvable. On décide d'aller à la rencontre de leurs anciens camarades Pierre Taddeo, François Lanctôt et Pierre-Paul Geoffroy pour avoir un portrait psychologique des deux suspects. Normand Roy, chef d'une cellule associé au réseau Geoffroy, se fait connaitre en 1968 pour un attentat commis au magasin Eaton en plein jour. Selon ses anciens complices, Roy était dangereux et contrairement aux autres, prêt à faire des victimes. Robitaille et Noël retournent voir Raymond Villeneuve pour en apprendre plus sur la délégation extérieure du FLQ à Alger qu'il a fondé avec Roy et Lambert. On le ramène dans le tableau des suspects. En juin 1970, une bombe explose au quartier général du ministère de la Défense à Ottawa tuant Jeanne D'Arc Saint-Germain, une fonctionnaire fédéral. En octobre 1970, le FLQ enlève le diplomate britannique James Richard Cross. Quelques jours plus tard, c'est au tour du vice-premier ministre Pierre Laporte d'être enlevé. Deux cellules distinctes dirigées par Jacques Lanctôt et Paul Rose sont à l'origine de ces enlèvements. Les autorités, prises de court, s'affolent et décident d’utiliser les grands moyens pour écraser le mouvement. La Loi sur les mesures de guerre est proclamée. L'armée débarque dans les rues et les policiers arrêtent sans mandat plus de 500 personnes. Pierre Laporte est retrouvé mort le lendemain et la cellule Chénier est capturé deux mois plus tard dans une cachette à Saint-Luc. De Paris, Bachand ne peut rester silencieux. Il publie des communiqués dans lesquels il promet des actions violentes en sol français et québécois. Dans une entrevue, il s'autoproclame secrétaire général du FLQ. Ces déclarations ne sont pas sans déplaire à Raymond Villeneuve, Normand Roy et Michel Lambert à Alger ainsi qu'a Pierre Charette à Cuba. Félix Rose relance Normand Roy qui accepte de lui parler au téléphone.

### Épisode 6: La fin du FLQ[1]
La longue conversation téléphonique entre Félix Rose et Normand Roy est ponctuée dans tout l'épisode. Roy raconte sa version des faits sur l'attentat de chez Eaton et sur son exil aux États-Unis, en Jordanie et en Algérie. Roy reste évasif par apport à l'Affaire Bachand et répète qu'il n'était qu'un soldat. Robitaille et Noël découvrent un mémo inédit de la GRC dans les archives du Centre d'analyse et de documentation (CAD). François Mario Bachand était soupçonné d'être impliqué dans un projet d'attentat visant à faire assassiner le premier ministre du Québec, Robert Bourassa, lors d'une visite officielle en France en avril 1971. Noël interroge Gilles Néron, ancien directeur du CAD. Selon l'hypothèse émise par le document secret, Bachand aurait signé son arrêt de mort en se retirant du complot et aurait probablement été assassiné par ses camarades afin de l'empêcher de parler. C'est également l'information que la police française a donnée à Michèle Bachand en lui révélant que les suspects recherchés étaient Normand Roy et Michel Lambert. On se questionne sur les raisons qui ont amené les autorités policières à étouffer l'affaire et a ne pas arrêter les suspects. Normand Roy admet avoir eu le sentiment d'être manipulé par les autorités policières à son retour au Québec en 1972,. On cherche à mieux comprendre l'infiltration policière. Julien Giguère, lieutenant-détective de la Section antiterroriste, recrute l'indicatrice Carole Devault en novembre 1970. Elle infiltre la cellule d'information Viger dirigée par Robert Comeau qui est responsable d'écrire des communiqués pendant la crise d'Octobre. En décembre 1970, James Richard Cross est retrouvé et est libéré en échange d'un exil à Cuba pour la cellule Libération. Selon les révélations de la commission Keable à la fin des années 70, les forces policières ont pratiqué plusieurs activités illégales entre 1971 et 1973, dont l'infiltration du FLQ. Les autorités policières ont incité des gens à commettre des crimes et ont même créé de fausses cellules du FLQ. Une cellule du FLQ est démantelée en septembre 1971 à la suite d'un vol de banque raté à Mascouche qui provoque la mort du felquiste Pierre-Louis Bourret. Le FLQ se dissout peu de temps après. Il est révélé en commission d'enquête que François Séguin, idéateur du vol de banque, était un indicateur de police. Les journalistes rencontrent son recruteur, le policier Émile Bisaillon, qui fut également responsable de la filature de Normand Roy et de sa conjointe Denyse Leduc à Montréal en 1972. Il n'a pas été en mesure de les accuser par rapport à l'Affaire Bachand par fautes de preuves. Séguin et Roy avaient été en contact peu de temps avant l'arrestation de ce dernier en 1974 étant accusé pour des attentats commis en 1968. L'avocat Pierre Cloutier se souvient d'avoir rencontré Denyse Leduc, assez nerveuse, qui tentait de rejoindre son collègue Robert Lemieux concernant la mort de Bachand. Quelques années avant sa mort, Leduc, soupçonnée d'être la femme du couple ayant tué Bachand, a refusé de parler à des journalistes de l'équipe d'Enjeux de Radio-Canada affirmant être liée par un pacte de silence. Robert Comeau se remémore d'une rencontre à Paris avec Raymond Villeneuve, au comportement suspect, qui lui avoue être indirectement lié à la mort de Bachand et de s'inquiéter à propos de l'arme du crime. C'est lui qui aurait commandé le meurtre. À la fin de l'épisode, Antoine Robitaille, Dave Noël et Félix Rose réunissent Raymond Villeneuve et Pierre Charette afin de les confronter.

## Fiche technique
| Réalisation                  | Flavie Payette-Renouf, Eric Piccoli et Félix Rose                                  |
| Recherche                    | Dave Noël, Flavie Payette-Renouf, Eric Piccoli, Antoine Robitaille et Félix Rose   |
| Montage                      | Christine Provencher                                                               |
| Direction de la photographie | Éric Piccoli et Etienne Boilard                                                    |
| Musique                      | Marc Gravel et Joseph Marchand                                                     |
| Prise de son                 | Thierry Bourgault-D’Amico, Guillaume Hébert, Marc-André Labonté et Dominic Remiro  |
| Conception sonore            | Jean-Philippe Goyette et Peak Media                                                |
| Directrice artistique        | Fanny Gauthier                                                                     |
| Producteur au contenu        | Félix Rose                                                                         |
| Producteurs exécutifs        | Philippe-A. Allard, Benoît Clermont, Marco Frascarelli, Éric Piccoli et Félix Rose |
| Distribution                 | Club illico                                                                        |
| Sociétés de production       | Babel film et Productions Déferlantes                                              |
| Durée                        | 6x43 minutes                                                                       |
| Sortie                       | 5 octobre 2020                                                                     |

## Réception
Dans le palmarès de fin de l’année du Journal Le Devoir, Le Dernier Felquiste est nommé meilleure série documentaire québécoise de l'année. Le documentaire est également reconnu comme une des séries marquantes de l'année par le Journal Métro.
- « Disons-le tout de suite : il est exceptionnel que la télévision québécoise se donne les moyens d’envisager l’histoire de sa société d’une aussi riche façon que dans Le dernier felquiste.» - Jean-François Nadeau, Le Devoir[3]
- « Au-delà du meurtre jamais élucidé d’un homme, Le dernier felquiste est le portrait d’une époque sombre de notre histoire. Pour quiconque n’était pas né à l’époque, l’existence d’un mouvement terroriste au Québec semble encore aujourd’hui presque irréelle. Sans doute ce qui en fait une page d’histoire aussi fascinante.»  - Richard Therrien, Le Soleil [17]
- «Une œuvre documentaire haletante, passionnante, instructive.» - André Duchesne, La Presse[2]
- «Il serait trop facile de lui décerner le prix de la série documentaire historique la plus achevée de l’histoire de notre télévision. C’est probablement la seule. Dit autrement : c’est la série politique la plus intéressante à avoir été présentée sur nos écrans depuis que Denys Arcand et Mark Blandford ont offert leur docufiction Duplessis en… 1978.» - Jean-François Lisée, Le Devoir[9]
- «Pour ceux qui ont vu Les Rose, c'est hyper intéressant de voir le rôle que joue Félix Rose dans tout ça. En fait, j'ai l'impression que c'est vraiment la clef, c'est lui qui permet d'avoir accès à plein de felquistes qui n’auraient autrement pas parlé. On sent qu'ils sont en confiance parce qu'ils parlent au fils de Paul Rose. C'est vraiment comme un complément, son documentaire et cette série documentaire se complètent.» - Marc Cassivi, Penelope, Radio-Canada [18]
- «Il y a beaucoup de reportages sur la crise d'octobre, celui-là, à mon avis, je les ai pas mal tous vus, c'est vraiment le meilleur, le mieux fait, le plus intéressant, le plus captivant» - Nathalie Petrowki, C'est juste de la tv [19]
- «Une série documentaire passionnante!  [...] C'est un mystère qui obsède les journalistes Antoine Robitaille et Dave Noël qui sont sur le cas depuis plus de 10 ans et c'est le fruit de leur recherche qu'ils nous présentent dans ce documentaire qui nous amène à Cuba, en Algérie, aux États-Unis, en France. C'est vraiment fascinant!» - Eugénie Lépine-Blondeau, Tout un matin, Radio-Canada [20]
- «C'est fascinant parce que tu découvres que ce Front de Libération du Québec, le FLQ, était plus international qu'on le croyait». - Thérèse Parisien, 98,5[21]
- «Chose à surveiller dans cette série documentaire, c'est que c'est construit comme un roman graphique [...]  Les dessins sont magnifiques!» - Franco Nuovo, Penelope, Radio-Canada[18]

## Récompenses
- Nomination au Gala des prix Gémeaux - Meilleure émission ou série documentaire : histoire et politique[22]
- Nomination au Gala des prix Gémeaux - Meilleure recherche : documentaire - série[22]
- Nomination au Gala des prix Gémeaux - Meilleure musique originale : documentaire[22]
- Nomination au Gala des prix Gémeaux - Meilleure musique originale : documentaireMeilleur scénario : documentaire - série[22]